# (7) Iris
(7) Iris – siódma w kolejności odkrycia planetoida z pasa planetoid pomiędzy Marsem a Jowiszem.

## Odkrycie i nazwa
(7) Iris została odkryta przez Johna Russella Hinda w dniu 13 sierpnia 1847 roku w Londynie.
Nazwa planetoidy pochodzi od Iris, która była posłanką bogów oraz boginią i uosobieniem tęczy, powstawania chmur i deszczu w mitologii greckiej.

## Orbita
Orbita planetoidy (7) Iris nachylona jest pod kątem 5,52° do ekliptyki, a jej mimośród wynosi 0,23. Ciało to krąży w średniej odległości 2,39 au wokół Słońca. Peryhelium orbity znajduje się 1,84 au, a aphelium 2,93 au od Słońca. Na jeden obieg Słońca planetoida ta potrzebuje 3 lata i 250 dni.

## Właściwości fizyczne
Jest to ciało, którego wielkość wynosi 225×190×190 km, jest więc to obiekt o nieregularnym kształcie. Albedo (7) Iris – dość duże jak na planetoidę – to 0,28, jej absolutna wielkość gwiazdowa sięga natomiast około 5,65m. Okres obrotu tego ciała określa się na 7 godzin i 8 minut, oś obrotu nachylona jest do płaszczyzny orbity planetoidy pod kątem 85°, co powoduje, że toczy się ona niemal po swej trajektorii. W wyniku tak ułożonej osi obrotu przez niemal połowę roku iridiańskiego w okolicach biegunowych nie świeci Słońce, drugi biegun natomiast cały czas wystawiony jest na światło słonecznie – potem sytuacja się odwraca. Dodatkowo zjawisko takie doprowadza do znacznych różnic w temperaturze powierzchni stron nasłonecznionej i ciemnej w okresie tamtejszych zim i lat.
Powierzchnia planetoidy wykazuje również duże różnice w albedo. Na północnej półkuli znajdują się jasne obszary.
Iris składa się w dużej części z kompozytów żelazowo-niklowych oraz krzemianów z dużą ilością magnezu i żelaza. Jest ona prawdopodobnie źródłem pochodzenia meteorytów zwanych chondrytami grupy L.